# Gaj (Olsztynek)
Gaj (deutsch Gay am Wittigwalde, 1932 bis 1945 Neuhain) ist ein Dorf in der polnischen Woiwodschaft Ermland-Masuren. Es gehört zur Gmina Olsztynek (Stadt- und Landgemeinde Hohenstein i. Ostpr.) im Powiat Olsztyński (Kreis Allenstein).

## Geographische Lage
Gaj liegt im südlichen Westen der Woiwodschaft Ermland-Masuren, 17 Kilometer südöstlich der früheren Kreisstadt Osterode in Ostpreußen (polnisch Ostróda) bzw. 26 Kilometer südwestlich der heutigen Kreismetropole Olsztyn (deutsch Allenstein).

## Geschichte
Das erstmals 1783 erwähnte kleine Dorf Klein Gay, nach 1920 Gay am Wittigwalde genannt, bestand aus mehreren kleinen Höfen und Gehöften. Im Jahre 1910 zählte es 26 Einwohner. Als 1923/24 das Gut Wittigwalde (polnisch Wigwałd) teilgesiedelt wurde, entstand neben dem Restgut Wittigwalde eine neue Siedlung aus 24 Ansiedlungen, die zunächst den Ortsnamen Wittigwalde behielt, dann aber in „Gay am Wittigwalde“ umbenannt wurde.
Aufgrund der Bestimmungen des Versailler Vertrags stimmte die Bevölkerung in den Volksabstimmungen in Ost- und Westpreußen am 11. Juli 1920 über die weitere staatliche Zugehörigkeit zu Ostpreußen (und damit zu Deutschland) oder den Anschluss an Polen ab. In Gay stimmten 20 Einwohner für den Verbleib bei Ostpreußen, auf Polen entfielen keine Stimmen.
Ab dem Jahre 1926 gehörte Gay zum Amtsbezirk Wittigwalde im Kreis Osterode in Ostpreußen. Am 19. November 1932 dann wurde Gay in „Neuhain“ umbenannt – wohl wegen des fremdländisch klingenden Ortsnamens.
Die Zahl der Einwohner stieg bis 1933 auf 228 an, 1939 waren es 196. 160 von ihnen arbeiteten in der Land- bzw. Forstwirtschaft, 11 in Industrie bzw. Handwerk, und 1 in Handel und Verkehr.
In Kriegsfolge kam Neuhain 1945 mit dem gesamten südlichen Ostpreußen zu Polen. Gay erhielt die polnische Namensform „Gaj“ und ist heute eine Ortschaft innerhalb der Stadt- und Landgemeinde Olsztynek (Hohenstein i. Ostpr.) im Powiat Olsztyński (Kreis Allenstein), bis 1998 der Woiwodschaft Olsztyn, seither der Woiwodschaft Ermland-Masuren (mit Sitz in Olsztyn (Allenstein)) zugehörig. Am 26. Oktober 2020 zählte Gaj 124 Einwohner.

## Kirche
Bis 1945 war Gay am Wittigwalde  resp. Neuhain in die evangelische Kirche Wittigwalde in der Kirchenprovinz Ostpreußen der Kirche der Altpreußischen Union sowie in die römisch-katholische Kirche der Stadt  Gilgenburg (polnisch Dąbrówno) eingepfarrt. Heute gehört Gaj zur katholischen Pfarrei Wigwałd im Dekanat Olsztynek des Erzbistums Ermland, außerdem zur evangelischen Kirchengemeinde Olsztynek, einer Filialgemeinde der Christus-Erlöser-Kirche Olsztyn in der Diözese Masuren der Evangelisch-Augsburgischen Kirche in Polen.

## Verkehr
Gaj liegt an der Kreisstraße (polnisch Droga powiatowa, DP) 1232N, die von Wilkowo (Wilken) nach Wirwajdy (Warweiden) führt. Eine Bahnanbindung besteht nicht.